# Liste der höchsten Berge in der schwedischen Provinz Västerbottens län

Reliefkarte der Fjällgebiete in Västerbottons län
(Legende am Ende des Abschnitts „Geografie“)

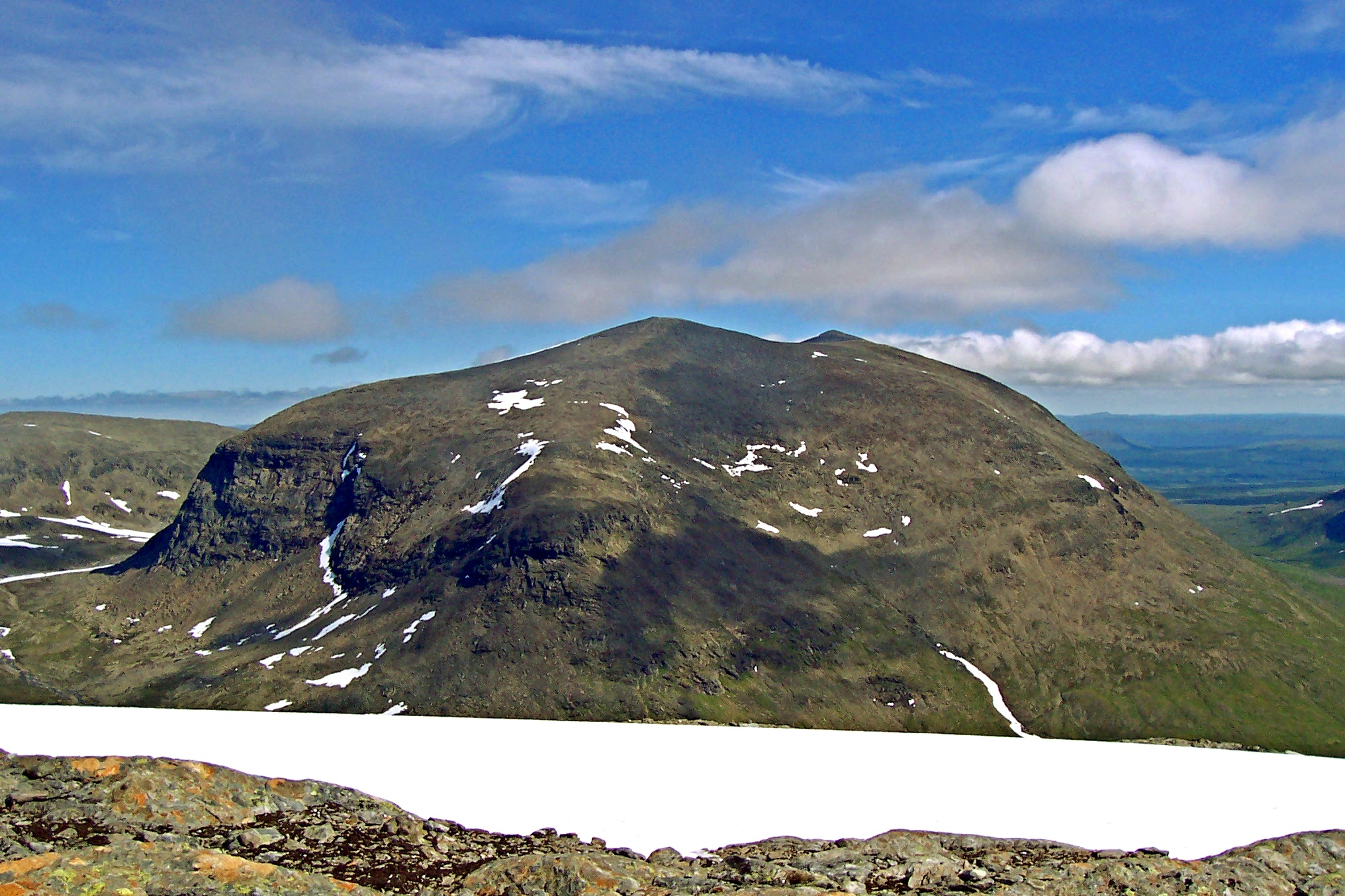
Norra Sytertoppen

Die Liste der höchsten Berge in der schwedischen Provinz Västerbottens län umfasst die höchsten Berge des Skandinavischen Gebirges im Gebiet der schwedischen Provinz Västerbottens län. Die sortierbare Tabelle bietet in der Spalte Lage die Zuordnung der Berge zu den verschiedenen Fjällgebieten, die auf der Reliefkarte der Fjällgebiete in Västerbottons län geografisch schnell lokalisierbar sind.

## Geografie
Das Skandinavische Gebirge prägt die westlichen Regionen der schwedischen Provinzen (von Norden nach Süden) Norrbottens län, Västerbottens län, Jämtlands län und Dalarnas län. Da die höchsten Berge in Västerbottens län über 300 m niedriger sind als die höchsten Berge Schwedens im nördlich gelegenen Norrbottens län, sind sie deutlich weniger schroff und weisen auch nur in den höchsten Bereichen (Norra Storfjället, Ammarfjället) kleinere Gletscher auf. Auch die Berge westlich der Provinz Västerbottens län auf norwegischem Staatsgebiet weisen, zunehmend zur Küstennähe, eine stärkere Vergletscherung vor allem auch an niedrigeren Bergen auf als die Berge in Västerbottens län. Im Okstindan gibt es zudem ein ausgedehntes Eiskappengebiet.
Die Berglandschaft von Västerbottens län gliedert sich in verschiedene Fjällgebiete. Im Norden liegen von Ost nach West der Ammarfjället (1612 m), der Norra Storfjället (1768 m) und der Artfjället (1471 m). Südlich des Ammarfjället schließt eine ganze Kette von Fjällgebieten an, darunter der Guvertfjället (1250 m), der Ryfjället (1413 m), südlich der Seenkette des Ume älv Norra Gardfjället (1301 m) und Södra Gardfjället (1364 m) und daran südwestlich anschließend Grönfjället (1376 m) und Kittelfjället (1231 m). Südlich des Vojmån folgt der Marsfjället (1590 m) mit seinen 'Trabanten' Borkafjället (1316 m), Girifjället (1299 m) und Daevnie (1291 m). Weiter südwestlich, jenseits des Kultsjön und bereits an der Grenze zur Provinz Jämtlands län liegt der Norra Borgafjällen (1477 m). Westlich des Marsfjällen liegen Östra  Fjällfjället (1409 m), Västra Fjällfjället (1286 m) und Lill-Gemo (1198 m), und etwas weiter nördlich der Ljusfjället (1248 m). Wiederum weiter nördlich und dicht an der norwegischen Grenze folgen der Berg Giemsie (1281 m) und der Arefjället (1264 m). Östlich des Arefjället liegt der Virisfjället (1187 m) und nördlich der Södra Storfjället (1265 m).
Legende zur Reliefkarte der Fjällgebiete in Västerbottons län
1: Ammarfjället; 2: Norra Storfjället; 3: Artfjället; 4: Guvertfjället; 5: Ryfjället; 6: Norra Gardfjället; 7: Södra Gardfjället; 8: Marsfjället; 9: Norra Borgafjällen; 10: Östra Fjällfjället, Västra Fjällfjället und Lill-Gemo; 11: Ljusfjället; 12: Giemsie; 13: Arefjället; 14: Södra Storfjället; 15: Virisfjället; 16: Jetnamsfjellet und Sachsenfjellet; 17: Rainesfjellet; 18: Okstindan.

## Legende
- Rang: Nach Höhe durchnummeriert sind die  Gipfel mit einer Schartenhöhe von mindestens 150 Metern.
- Gipfel: Name des Gipfels. Die Daten basieren auf den topografischen Karten der schwedischen Lantmäteriet.[1]
- Höhe: Höhe des Berges in meter ö dver havet. Die Daten basieren auf den topografischen Karten der schwedischen Lantmäteriet.[1]
- Schartenhöhe: Die Schartenhöhe ist die Höhendifferenz zwischen Gipfelhöhe und der höchstgelegenen Einschartung, bis zu der man mindestens absteigen muss, um einen höheren Gipfel zu erreichen. Die Daten basieren auf der Auswertung der Höhenlinien der topografischen Karten der schwedischen Lantmäteriet.[1]
- Lage: Zuordnung zu den verschiedenen Fjällgebieten der Provinz Västerbottens län.

## Die höchsten Berge in der schwedischen Provinz Västerbottens län
| Rang | Gipfel                                                          | Höhe            | Schartenhöhe  | Lage |
| ---- | --------------------------------------------------------------- | --------------- | ------------- | --- |
| 1.   | Norra Sytertoppen                                               | 1768 m ö.h.     | 1098 m        | Norra Storfjället |
|      | Måskoestjåhke                                                   | 1699 m ö.h.     | 114 m         | Norra Storfjället |
| 2.   | Södra Sytertoppen                                               | 1685 m ö.h.     | 815 m         | Norra Storfjället |
| 3.   | Mohtseretjåhke                                                  | 1644 m ö.h.     | 159 m         | Norra Storfjället |
| 4.   | Rierruogájsie                                                   | 1612 m ö.h.     | 921 m         | Ammarfjället (Skiebllie) |
|      | Södra Sytertoppen, Westgipfel                                   | 1610 m ö.h.     | 75 m          | Norra Storfjället |
| 5.   | Skraahpetjåhke                                                  | 1593 m ö.h.     | 238 m         | Norra Storfjället |
| 5.   | Morhtetjåhke                                                    | 1593 m ö.h.     | 168 m         | Norra Storfjället |
| 7.   | Marsfjället (Maaresvaerie), Südgipfel                           | 1590 m ö.h.     | 995 m / 222 m | Marsfjällen |
| 7.   | Marsfjället (Maaresvaerie), Mittelgipfel                        | 1590 m ö.h.     | 995 m / 222 m | Marsfjällen |
| 9.   | Skraahpeåelkie, Nordostgipfel                                   | 1575 m ö.h.     | 170 m         | Norra Storfjället |
|      | ? (nordnordwestlich des Morhtetjåhke)                           | 1504 m ö.h.     | 128 m         | Norra Storfjället |
| 10.  | Tjåŋká                                                          | 1489 m ö.h.     | 254 m         | Ammarfjället (Skiebllie) |
|      | Govretjåhke                                                     | 1485 m ö.h.     | 130 m         | Norra Storfjället |
| 11.  | Jiengejehtseme                                                  | 1477 m ö.h.     | 601 m         | Norra Borgafjällen |
| 12.  | Brakkonnjuone (Praahkoenjuenie)                                 | 1471 m ö.h.     | 839 m         | Artfjället (Aartege) |
|      | Gahkagaejsientjahke                                             | 1449 m ö.h.     | 135 m         | Marsfjällen |
| 13.  | Vijjágájssie                                                    | 1444 m ö.h.     | 279 m         | Ammarfjället (Skiebllie) |
| 14.  | Norra Jiengejehtseme                                            | 1434 m ö.h.     | 179 m         | Norra Borgafjällen |
| 15.  | Tjuhkale                                                        | 1430 m ö.h.     | 675 m         | Norra Storfjället |
| 16.  | Kruanahke                                                       | 1426 m ö.h.     | 385 m         | Norra Borgafjällen |
| 17.  | Ryjvejegaejsie                                                  | 1413 m ö.h.     | 934 m         | Ryfjället (Ryjveje) |
| 17.  | Murtsertoppen                                                   | 1413 m ö.h.     | 208 m         | Norra Storfjället |
| 19.  | Östra Fjällfjället (Stoere Vielie), Hauptgipfel                 | 1409 m ö.h.     | 616 m         | Östra Fjällfjället (Stoere Vielie) |
| 20.  | Vaellientjåhke                                                  | 1404 m ö.h.     | 219 m         | Norra Storfjället |
|      | Ámmarde                                                         | 1402 m ö.h.     | 130 m         | Ammarfjället (Skiebllie) |
| 21.  | Snjåhka                                                         | 1392 m ö.h.     | 507 m         | Artfjället (Aartege) |
| 22.  | Risfjället (Rejseje)                                            | 1388 m ö.h.     | 410 m         | Marsfjällen |
| 23.  | Gábbie                                                          | 1387 m ö.h.     | 308 m         | Norra Storfjället |
| 24.  | Grönfjället (Kroeneje)                                          | 1376 m ö.h.     | 767 m         | |
|      | Raajnesenvaellie, Pt. 1369                                      | 1369 m ö.h.     | 60 m          | Rainesfjellet (Raajnese). Der höchste Gipfel des Rainesfjellet ist der Rainesklumpen (1450 m; Schartenhöhe: 489 m) auf norwegischem Staatsgebiet. |
| 25.  | Klippfjället, Skaarjehke                                        | 1364 m ö.h.     | 555 m         | Södra Gardfjället (Klipentjahke) |
| 25.  | Ájvuotjåhkka                                                    | 1364 m ö.h.     | 445 m         | an der Grenze zu Norrbottens län |
| 27.  | Suvlåjvvie                                                      | 1353 m ö.h.     | 270 m         | Ammarfjället (Skiebllie) |
| 28.  | Gävnjatjåhke                                                    | 1347 m ö.h.     | 410 m         | Artfjället (Aartege) |
| 29.  | Klippfjället, Luvlie Skaarjehke                                 | 1344 m ö.h.     | 160 m         | Södra Gardfjället (Klipentjahke) |
| 30.  | Båajmatjebaektie                                                | 1343 m ö.h.     | 160 m         | Artfjället (Aartege) |
|      | Daalåejvie                                                      | 1337 m ö.h.     | 126 m         | Norra Storfjället |
| 31.  | Borkafjället (Buarkanvaerie)                                    | 1316 m ö.h.     | 517 m         | Nördlich des Marsfjällen |
| 32.  | Ruepsgájssie                                                    | 1309 m ö.h.     | 460 m         | Ammarfjället (Skiebllie) |
| 33.  | Fierrás                                                         | 1307 m ö.h.     | 180 m         | Ammarfjället (Skiebllie) |
|      | Ortsen (Urhkientjahke)                                          | 1304 m ö.h.     | 130 m         | Marsfjällen |
| 34.  | Klöverfjället (Tjåelie)                                         | 1302 m ö.h.     | 300 m         | Norra Borgafjällen |
| 35.  | Gealta                                                          | 1301 m ö.h.     | 610 m         | Norra Gardfjället (Gïerte) |
| 36.  | Girifjället (Gijrevaerie)                                       | 1299 m ö.h.     | 500 m         | Nordöstlich des Marsfjällen |
|      | Saxfjället, norw. Sachsenfjellet, (Saaksentjahke), Nordostkuppe | ca. 1292 m ö.h. | 52 m          | Der höchste Punkt des Sachsenfjellet (1307 m; Schartenhöhe: 323 m) liegt auf norwegischem Staatsgebiet. |
| 37.  | Daevnientjahke                                                  | 1291 m ö.h.     | 580 m         | Daevnie nordnordwestlich des Marsfjällen |
| 37.  | Aurofjället (Ávruotjåhkka)                                      | 1291 m ö.h.     | 355 m         | Nördlich des Norra Storfjället |
| 39.  | Klippfjället, Jillie Skaarjehke                                 | 1290 m ö.h.     | 190 m         | Södra Gardfjället (Klipentjahke) |
| 40.  | Durrenpiken                                                     | 1286 m ö.h.     | 476 m         | Västra Fjällfjället (Ohtje Vielie) |
| 41.  | Giemsie                                                         | 1281 m ö.h.     | 230 m         | an der norwegischen Grenze im südlichen Grenzabschnitt |
| 42.  | Mieskiede                                                       | 1280 m ö.h.     | 160 m         | Norra Storfjället |
| 43.  | Aavnere                                                         | 1266 m ö.h.     | 315 m         | Nordwestlich des Marsfjällen |
| 44.  | Guevtelestjahke                                                 | 1265 m ö.h.     | 590 m         | Södra Storfjället |
|      | Luvlie Stoeretjåhke                                             | 1264 m ö.h.     | 135 m         | Arefjället (Aarebatje) |
| 45.  | Äjvesåjvvie                                                     | 1250 m ö.h.     | 482 m         | Guvertfjället (Guvverte) |
| 46.  | Ljusfjället (Låvseje)                                           | 1248 m ö.h.     | 450 m         | |
| 47.  | Aajnantjahke                                                    | 1245 m ö.h.     | 255 m         | Marsfjällen |
| 47.  | Vuoráktjåhkka                                                   | 1245 m ö.h.     | 225 m         | an der Grenze zu Norrbottens län |
| 49.  | Autjoklimpen (Avtseje)                                          | 1240 m ö.h.     | 320 m         | Norra Borgafjällen |
| 49.  | Njåatsetjetjahke                                                | 1240 m ö.h.     | 185 m         | Södra Storfjället |
|      | Stoere Tjåhke                                                   | 1238 m ö.h.     | 67 m          | Arefjället (Aarebatje). Nebengipfel des Arefjelltoppen (1300 m; Schartenhöhe: 710 m) auf norwegischem Staatsgebiet. |
|      | Årjiep Luspas                                                   | 1236 m ö.h.     | 90 m          | an der Grenze zu Norrbottens län. Nebengipfel des Nuortabe Luspas (1353 m; Schartenhöhe: 195 m) in Norrbottens län. |
|      | Urtstjåhkka                                                     | 1233 m ö.h.     | 133 m         | Ammarfjället (Skiebllie) |
| 51.  | Kittelfjället (Stuore Giemnie)                                  | 1231 m ö.h.     | 420 m         | |
| 52.  | Borkafjället (Buarkanvaerie), Südwestgipfel                     | 1215 m ö.h.     | 160 m         | Nördlich des Marsfjällen |
| 53.  | Svaaletjåhke                                                    | 1210 m ö.h.     | 285 m         | Artfjället (Aartege), Långfjället (Guhkiesvaerie) |
| 53.  | Muortuotjåhkka                                                  | 1210 m ö.h.     | 280 m         | Norra Storfjället |
| 53.  | Sjnjurtjuoke                                                    | 1210 m ö.h.     | 215 m         | Ammarfjället (Skiebllie) |
| 56.  | Juovatjåhkka                                                    | 1207 m ö.h.     | 155 m         | Ryfjället (Ryjveje) |
| 57.  | Rödingsfjället (Klipma)                                         | 1206 m ö.h.     | 235 m         | Artfjället (Aartege) |
|      | Movretjahke (Jetnamsrøysa)                                      | 1206 m ö.h.     | 100 m         | Jetnamsfjellet (Jitneme). Am Movretjahke trifft die Grenze zwischen Norrbottens län und Västerbottens län auf die norwegische Staatsgrenze. Der höchste Punkt des Jetnamsfjellet, der Jetnamsklumpen (Jitnemensnuhkie; 1513 m; Schartenhöhe: 675 m), liegt vollumfänglich auf norwegischem Staatsgebiet. |
|      | Dåeriestjahke                                                   | 1199 m ö.h.     | 130 m         | Marsfjällen |
| 58.  | Gilmehtje                                                       | 1198 m ö.h.     | 165 m         | Lill-Gemo (Ohtje Geamoe) |
|      | Tjuolantjåhkka                                                  | 1195 m ö.h.     | 140 m         | Norra Storfjället |
| 59.  | Miesieke                                                        | 1189 m ö.h.     | 185 m         | Norra Storfjället |
| 60.  | Stoere Tjåhke                                                   | 1187 m ö.h.     | 468 m         | Virisfjället (Vijrievuelievaerie) |
| 60.  | Gággátjåhkka                                                    | 1187 m ö.h.     | 230 m         | Ryfjället (Ryjveje) |
|      | Aarttjårroe, norw. Artfjelltuva (Artfjellsrøysa)                | ca. 1185 m ö.h. | 0 m           | Artfjället (Aartege). Der höchste Punkt des Artfjelltuva (1204 m; Schartenhöhe: 345 m) liegt auf norwegischem Staatsgebiet. |
| 62.  | Bäverfjället (Bievrevielie)                                     | 1184 m ö.h.     | 230 m         | Marsfjällen |
| 63.  | Tjålhte                                                         | 1183 m ö.h.     | 205 m         | Artfjället (Aartege) |
| 63.  | Joksgaejsie                                                     | 1183 m ö.h.     | 160 m         | Ryfjället (Ryjveje) |